# Mystrocnemis atricollis
Mystrocnemis atricollis là một loài bọ cánh cứng trong họ Cerambycidae.